# شبکه‌های همزمان کلان

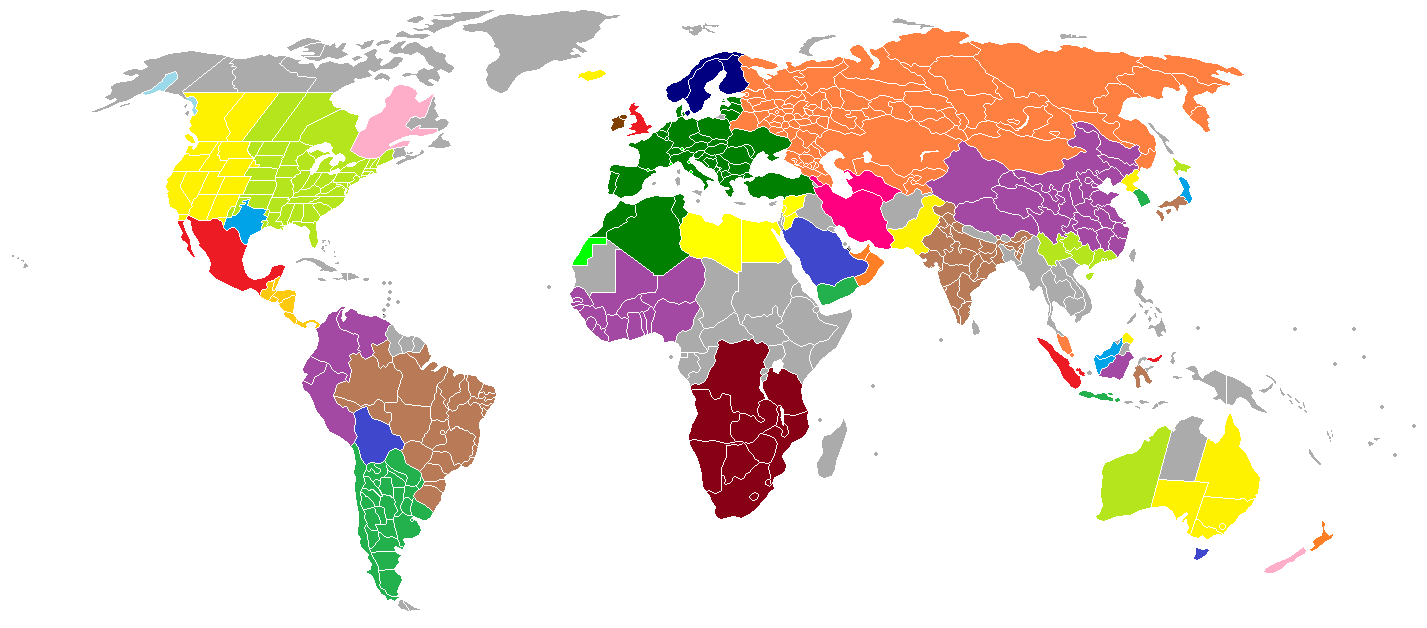
نقشه برخی از شبکه های برق سراسرس پهناور در سراسر جهان

شبکه‌های همزمان فراگیر یا شبکه‌های برق سراسری پهناور (انگلیسی: Wide area synchronous grid) به شبکه‌های سه‌فازی گفته می‌شود که در سطح منطقه‌ای یا فرا منطقه‌ای در یک فرکانس کار می‌کنند. شبکه‌های برق واقع در آمریکای جنوبی با فرکانس ۶۰ و اروپا با فرکانس ۵۰ هرتز به یکدیگر متصل می‌شوند. از فوائد این سیستم کاهش هزینه‌های تولید، راحتی خرید و فروش و ... است اما یکی از معایب آن اختلال در یک قسمت شبکه بر روی کل شبکه اثر می‌گذارد.
ایران، ترکمنستان و ارمنستان از جمله کشورهایی هستند که شبکه‌های سراسریشان به یکدیگر متصل است.